# Синкліналь

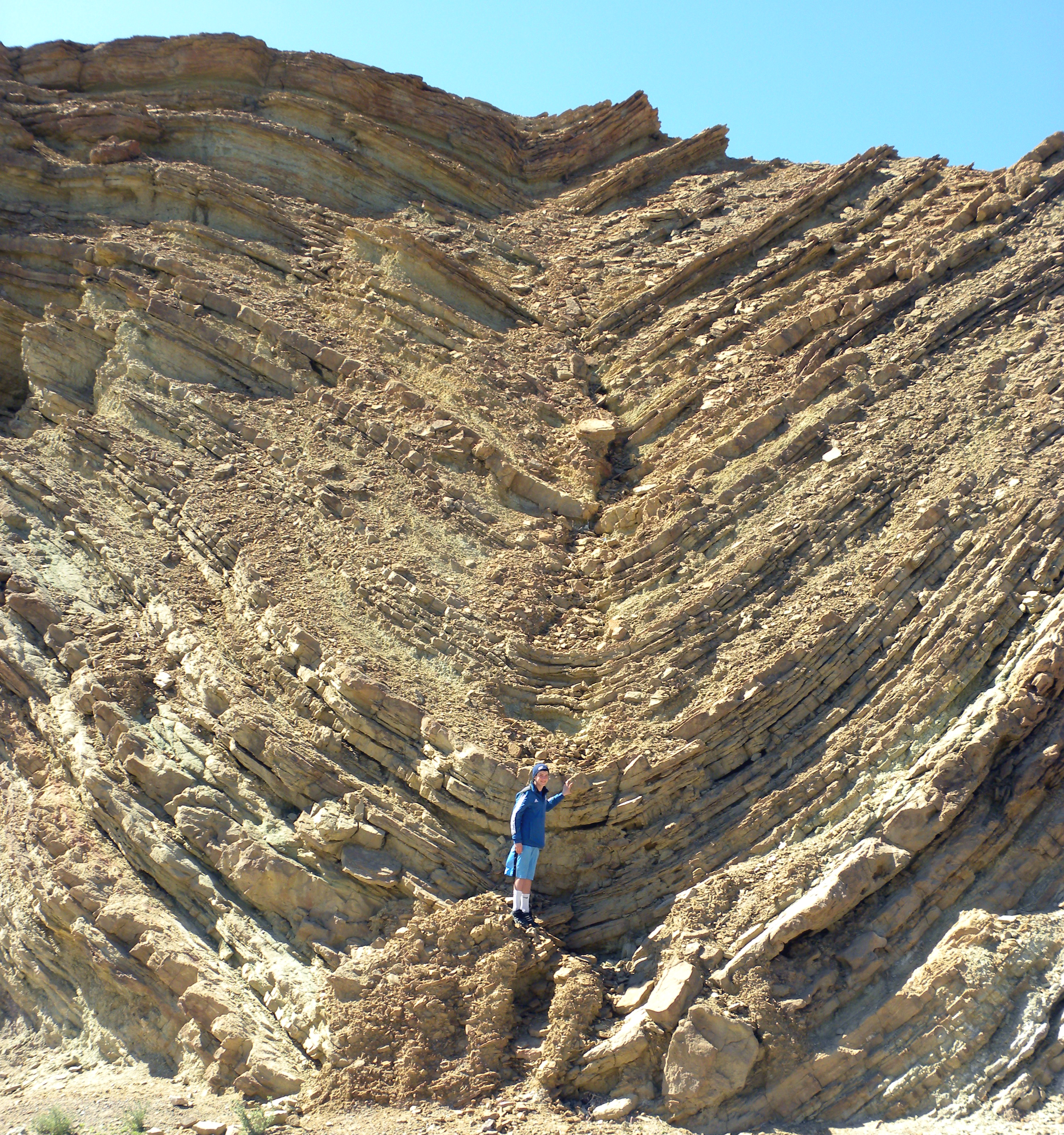
Синкліналь на нижній стоянці міста-привида Каліко поблизу Барстоу, Каліфорнія.

Синкліна́ль (грец. κλινω — нахиляю) — увігнута складка, ядро якої складено молодшими відкладами, аніж крила.

## Опис
Звичайно синклінальна складка обернена замком донизу і геологічні шари на її крилах падають назустріч одне одному. Однак у синклінальної опахалоподібної складки шари у напрямку замка спочатку падають у різні сторони, а вже потім — назустріч. У перекинутої, лежачої і перевернутої складках крила падають в одну сторону, причому в останньої — синкліналь обернена своїм замком догори  (антикліналь неправильна).
Близьке, але не тотожне поняття “синформа". Вона також характеризується ввігнутою формою, але при цьому в осьовій частині можуть залягати не більш молоді, а більш древні шари. 

## Різновиди
СИНКЛІНАЛЬ КОМПЕНСАЦІЙНА – синкліналь, що виникає у вигляді кільця навколо соляного масиву за рахунок відтоку солі убік масиву що піднімається й осідання прилеглих до нього гірських порід осадового чохла.